# Otoneurología
La otoneurología (del griego ὠτό (otos) = oído, νευρο = neuron "nervio" y λογία-logíā = tratado, estudio) es la rama clínica de la medicina que se encarga del estudio integral del sistema vestibular dentro del oído interno y su interfaz con el sistema nervioso central, así como el diagnóstico clínico y manejo de sus alteraciones, cuyas manifestaciones clínicas se presentan en forma de vértigo, mareo, inestabilidad postural y a la marcha y/o desequilibrio.

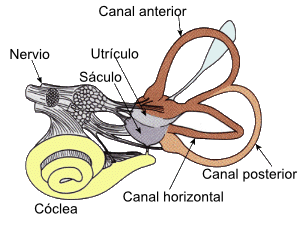
Estructuras anatómicas del sistema vestibular periférico dentro del oído interno

## Origen
La concepción de la otoneurología como disciplina médica implica la compilación del conocimiento y la confluencia de diferentes disciplinas de la medicina como la neurología, la otología y la audiología, sus orígenes se remontan a inicios del siglo XX con las aportaciones de Robert Bárány, considerado por muchos como el padre de la Otoneurología y acreedor al premio Nobel de Medicina en 1914 por su trabajo en fisiología y patología del aparato vestibular.

## Concepto y alcances
Actualmente la otoneurología como rama clínica de la otología se ocupa del estudio e investigación de las dos funciones principales del oído interno; el equilibrio y la audición a través del conocimiento anatómico y fisiológico del sistema vestibular central y periférico así como del sistema auditivo. Es la rama médica encargada de la prevención, el diagnóstico y el tratamiento de los padecimientos agudos y crónicos que afectan al sistema vestibular central y periférico.
En México, la otoneurología en conjunto con la audiología y la foniatría como especialidad multidisciplinaria es una especialidad médica avalada por la Universidad Nacional Autónoma de México en su división de estudios de posgrado, que se rige bajo el Plan Único de Especialidades Médicas (PUEM) cuya duración es de 4 años y se desarrolla en instituciones de salud de tercer nivel y de alta especialidad , siendo requisito indispensable tener un título de médico general y haber aprobado el Examen Nacional de Aspirantes Residencias Médicas (ENARM), coordinada por la Comisión Interinstitucional para la Formación de Recursos Humanos para la Salud. El campo de acción de los especialistas en otoneurología es el diagnóstico clínico e instrumentado de las alteraciones vestibulares, el tratamiento médico y la rehabilitación.
El estudio formal de la otoneurología en otros países dependerá de las diferentes ofertas académicas y la zona geográfica de interés. En otras regiones de América y Europa, la otoneurología es considerada una sub-especialidad de la otorrinolaringología con una orientación tanto quirúrgica como clínica, más conocida como neurootología, así mismo, es frecuente encontrar a la otoneurología como rama de la neurología en otras regiones del mundo y como una especialidad única conformada en los estudios de posgrado en medicina audiovestibular. 
Algunas otras disciplinas y profesiones en el área de la salud relacionadas con la otoneurología principalmente en la región de América Central y Sudamérica  son la quinesiología, fisioterapia y tecnólogos médicos, enfocadas primordialmente al tratamiento rehabilitatorio y al diagnóstico instrumentado de las alteraciones vestibulares, trabajando como un equipo interdisciplinario en conjunto con médicos especializados en este campo.

## Herramientas de diagnóstico
La aplicación e interpretación de las diferentes pruebas diagnósticas en el campo de la otoneurología son fundamentales para el diagnóstico topográfico, la objetivización y la cuantificación de algún posible daño vestibular periférico o central.
Algunas de las herramientas son:
- Posturografía
- Electronistagmografía y videonistagmografía
- Pruebas térmicas vestibulares
- Video Head Impulse Test
- Potenciales Miogénicos Vestibulares Evocados oculares y cervicales.
- Pruebas Rotarias

## Rehabilitación vestibular
Una de las herramientas en el tratamiento de los trastornos vestibulares es la rehabilitación vestibular que engloba un conjunto de técnicas y programas de ejercicios encaminados a mejorar los síntomas como vértigo, mareo, sensación de inestabilidad y desequilibrio, que consisten en la regulación de la función laberíntica así como de los otros dos sistemas encargados en mantener el equilibrio y la postura como la visión y el sistema propioceptivo.